# Naikupė
Naikupė je říčka na území Regionálního parku Němenské delty, na ostrově Rusnė, vklíněná mezi rameny delty Němenu Vorusnė a Pakalnė. Tato říčka má značné množství drobných, často několikanásobně větvených přítoků, zdrojem vody všech těchto přítoků i řeky samotné jsou spodní vody prosakující z ramen delty Němenu, ponejvíce z Vorusnė a Pakalnė. Řeka má společné ústí s ramenem delty Němenu Vorusnė do Kurského zálivu. Zde je také na jejím pravém břehu rozhledna.

## Naikupė na mapě
| DELTA NĚMENU Atmata Atšakėlė Aukštumala Aukštumalos protaka Bevardis Bevardė Briedžių Dumblė Kadaginis Kiemo Kniaupas Krokų Lanka Kubilių Kurský záliv Leitė Minija Naikupė Pakalnė Palankys Záliv Prūsinė Purvalankis Ragininkų Rindos šaka Záliv Rindutė Rusnaitė Rusnė (Němen) Rusnė Senoji Skirvytė Skatulė Skirvytė (Severnaja) Šakutė Záliv Šilinė Šventos Elenos Šyša Šyškrantė Tiesioji Trušių Ulmas Uostadvaris Duobelė Upaitis Vidujinė Vikis Vilkinė Vilkinės Vito Vorusnė Voryčia Vytinė Vytinės Uostas Zingelinė |